# Loukovtisa
Loukovitsa ou Lukovica (en macédonien Луковица) est un village de l'est de la Macédoine du Nord, situé dans la municipalité de Makedonska Kamenitsa. Le village comptait 269 habitants en 2002.

## Démographie
Lors du recensement de 2002, le village comptait :
- Macédoniens : 269